# Мадіс Київ
Мадіс Киів (ест. Madis Kõiv; *5 грудня 1929, Тарту — †24 вересня 2014, Таллінн) — естонський письменник, філософ та фізик.